# Brando Badoer
Brando Badoer (Montebelluna; 15 de septiembre de 2006), es un piloto de automovilismo italiano. Es miembro del Programa de desarrollo de pilotos de McLaren desde 2024. Anteriormente disputó la Fórmula 4 y la Fórmula Regional, logrando como mejor resultado un cuarto lugar en la Fórmula Regional de Medio Oriente de 2025. Actualmente compite con Prema Racing en el Campeonato de Fórmula 3 de la FIA.
Es hijo del expiloto de Fórmula 1 Luca Badoer.

## Carrera deportiva
Tras el karting, Badoer debutó en monoplazas en 2022 en el Campeonato de EAU de Fórmula 4, sin poder sumar puntos. En mayo hizo su debut en la Fórmula 4 de su país natal con el equipo Van Amersfoort Racing, logrando un total de 14 puntos y el decimosexto lugar en el Campeonato de Pilotos en su primer año. A su vez corrió como invitado en ADAC Fórmula 4 con el mismo equipo.
Para 2023 siguió con VAR para disputar la Fórmula 4 emiratí e italiana, logrando un total de seis podios en los dos campeonatos, finalizado en sexta posición en la clasificación general en ambas categorías. También corrió en la temporada inaugural del Campeonato Euro 4, logrando tres podios. En el mes de noviembre, Badoer firmó contrato con PHM AIX Racing para disputar el Campeonato de Fórmula Regional de Medio Oriente en 2024.
En dicho campeonato lograría tres podios y 76 puntos que lo ubicaron en puesto 10. En abril de 2024, renovó su vínculo con Van Amersfoort Racing para disputar la serie Europea de la Fórmula Regional. A diferencia de los años anteriores, el desempeño de Badoer mejoraría, logrando siete podios (seis consecutivos en Zandvoort, Hungaroring, Mugello y Le Castellet), y 174 unidades que lo ubicaron en la quinta posición en la clasificación de pilotos. En las semanas previas a la última ronda del año, el equipo de Fórmula 1, McLaren, lo fichó para su programa de desarrollo de pilotos.
El 7 de octubre de 2024, el equipo Prema Racing fichó a Badoer como piloto titular para disputar la temporada 2025 del Campeonato de Fórmula 3 de la FIA. Previo a su debut, estuvo presente en los entrenamientos postemporada 2024 con dicho equipo en los circuitos de Jerez de la Frontera y Barcelona.

## Resumen de carrera
| Temporada | Categoría                                       | Equipo                | Carreras     | Victorias    | Poles        | VR           | Podios       | Puntos       | Pos.         |
| --------- | ----------------------------------------------- | --------------------- | ------------ | ------------ | ------------ | ------------ | ------------ | ------------ | ------------ |
| 2022      | Campeonato de EAU de Fórmula 4                  | AKM Motorsport        | 16           | 0            | 0            | 0            | 0            | 0            | 28.º         |
| 2022      | Campeonato de Italia de Fórmula 4               | Van Amersfoort Racing | 20           | 0            | 0            | 0            | 0            | 14           | 16.º         |
| 2022      | ADAC Fórmula 4                                  | Van Amersfoort Racing | 6            | 0            | 0            | 0            | 0            | 0            | NC†          |
| 2023      | Campeonato de EAU de Fórmula 4                  | Pinnacle VAR          | 9            | 0            | 0            | 1            | 1            | 69           | 6.º          |
| 2023      | Campeonato de Italia de Fórmula 4               | Van Amersfoort Racing | 21           | 0            | 1            | 3            | 5            | 165          | 6.º          |
| 2023      | Campeonato Euro 4                               | Van Amersfoort Racing | 8            | 0            | 0            | 0            | 3            | 88.5         | 6.º          |
| 2024      | Campeonato de Fórmula Regional de Medio Oriente | PHM AIX Racing        | 15           | 0            | 0            | 0            | 3            | 76           | 10.º         |
| 2024      | Campeonato de Fórmula Regional Europea          | Van Amersfoort Racing | 20           | 0            | 1            | 2            | 7            | 174          | 5.º          |
| 2025      | Campeonato de Fórmula Regional de Medio Oriente | PHM Racing            | 15           | 1            | 0            | 0            | 4            | 156          | 4.º          |
| 2025      | Campeonato de Fórmula 3 de la FIA               | Prema Racing          | Disputándose | Disputándose | Disputándose | Disputándose | Disputándose | Disputándose | Disputándose |
| Fuente:   |                                                 |                       |              |              |              |              |              |              |              |

- † Badoer era piloto invitado, por lo que no sumó puntos.

## Resultados

### Campeonato de Fórmula 3 de la FIA
(Clave) (negrita indica pole position) (cursiva indica vuelta rápida puntuable)

| Año   | Escudería    | 1   | 1   | 2   | 2   | 3   | 3   | 4   | 4   | 5   | 5   | 6   | 6   | 7   | 7   | 8   | 8   | 9   | 9   | 10  | 10  | Pos. | Puntos | Ref.   |
| ----- | ------------ | --- | --- | --- | --- | --- | --- | --- | --- | --- | --- | --- | --- | --- | --- | --- | --- | --- | --- | --- | --- | ---- | ------ | ------ |
| 2025* | Prema Racing | MEL | MEL | SAK | SAK | IMO | IMO | MON | MON | BAR | BAR | SPI | SPI | SIL | SIL | SPA | SPA | BUD | BUD | MNZ | MNZ | 27.º | 0      | [ 14 ] |
| 2025* | Prema Racing | 19  | 26  |     |     |     |     |     |     |     |     |     |     |     |     |     |     |     |     |     |     | 27.º | 0      | [ 14 ] |

- * Temporada en progreso.